# Reinhard Sigle
Reinhard Sigle (Stuttgart, 1954) is een Duitse beeldhouwer, installatiekunstenaar en kunstpedagoog.

## Leven en werk
Sigle werd in 1954 geboren in Stuttgart maar groeide op in Weinstadt-Großheppach. Hij bezocht in 1977 de Freie Kunstschule Stuttgart en studeerde van 1978 tot 1983 aan de Staatliche Akademie der Bildenden Künste Stuttgart. Van 1979 tot 1982 studeerde hij eveneens kunstgeschiedenis aan de Universiteit van Stuttgart. Vanaf 1984 was hij werkzaam als kunstpedagoog aan gymnasia in onder andere Schorndorf en Rottweil.
De kunstenaar woont en werkt in Deißlingen in het district Rottweil. Hij creëert met de materialen (afval)hout, lijm en acrylverf zogenaamde energiebundels (Energiebündel).

## Enkele werken
- Grün in Grün (2000), beeldenroute Kunstpfad am Mummelsee
- Ohne Titel (2002), KUNSTdünger Rottweil in Rottweil
- Objekt - 3-delig, Deißlinger Kreisverkehr in Deißlingen
- Ohne Titel 07 (2007), beeldenroute Skulpturen-Rundgang Schorndorf in Schorndorf
- Für Rotkäppchen - oder der Brotkorb hängt hoch (2011), beeldenroute in het Remstal: Köpfe am Korber Kopf in Korb
- Amors Pfeile (2011), Kunstpfad am Mummelsee

## Fotogalerij

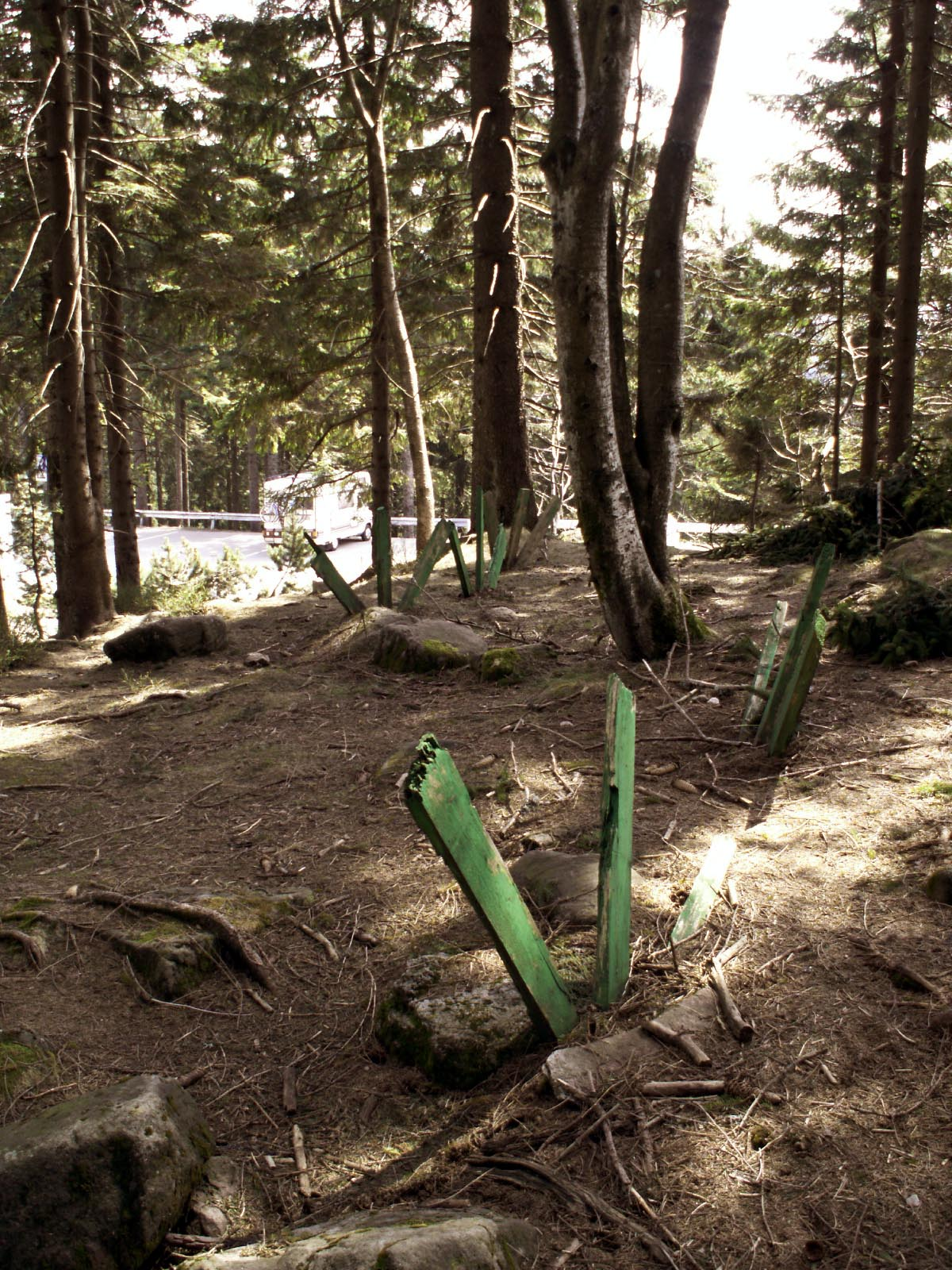
Grün in Grün,Kunstpfad am Mummelsee
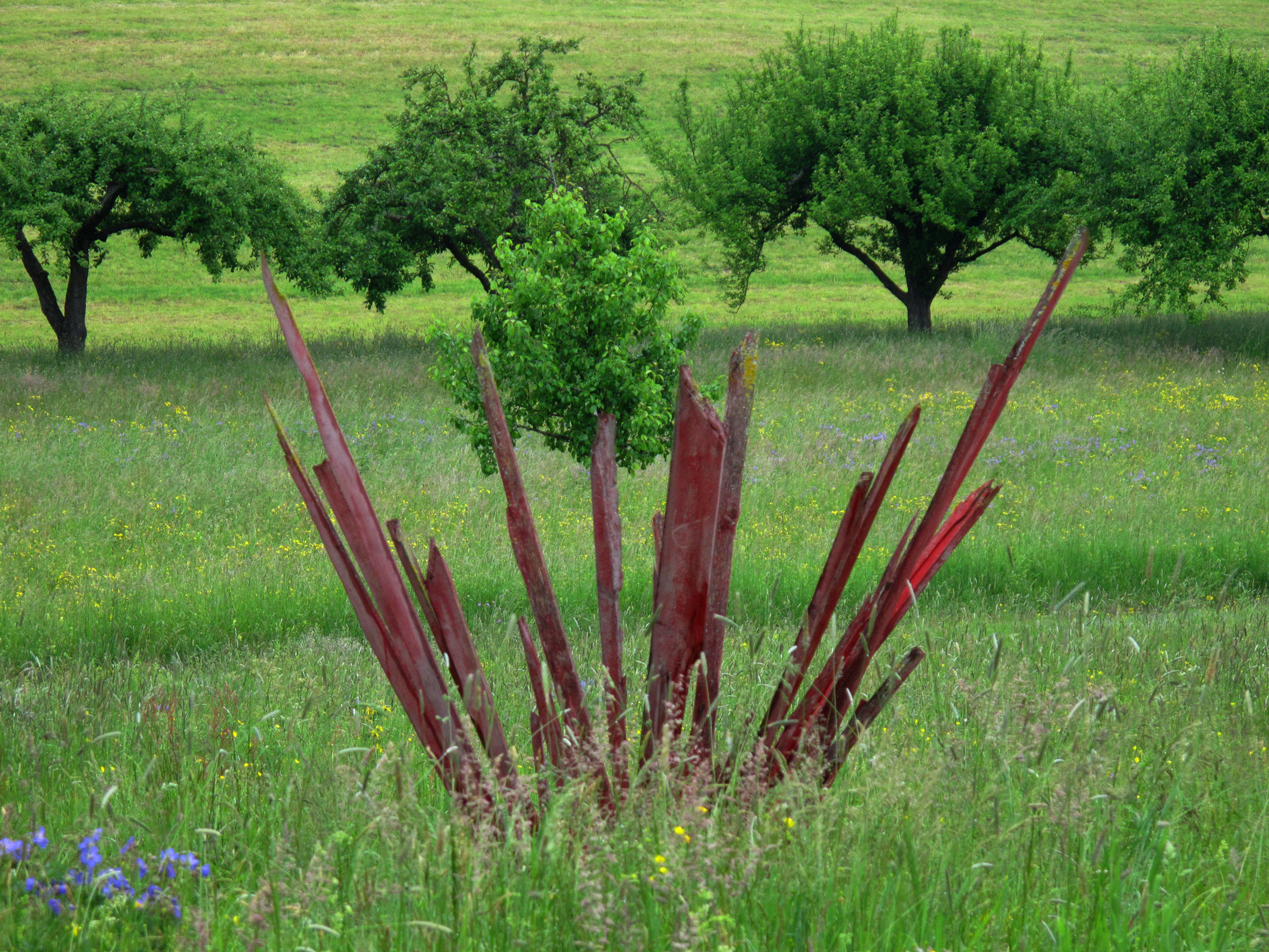
Ohne Titel, KUNSTdünger Rottweil
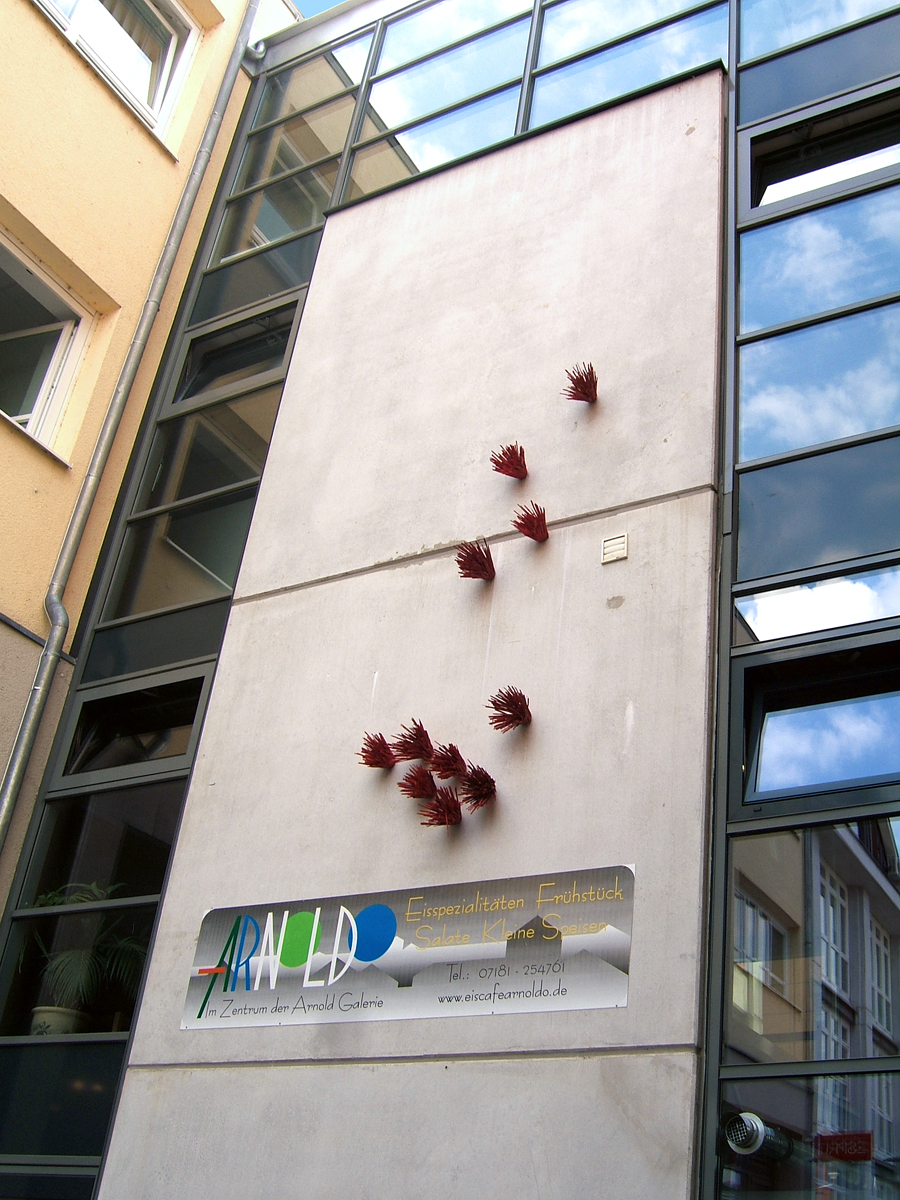
Ohne Titel 07, Skulpturen-Rundgang Schorndorf
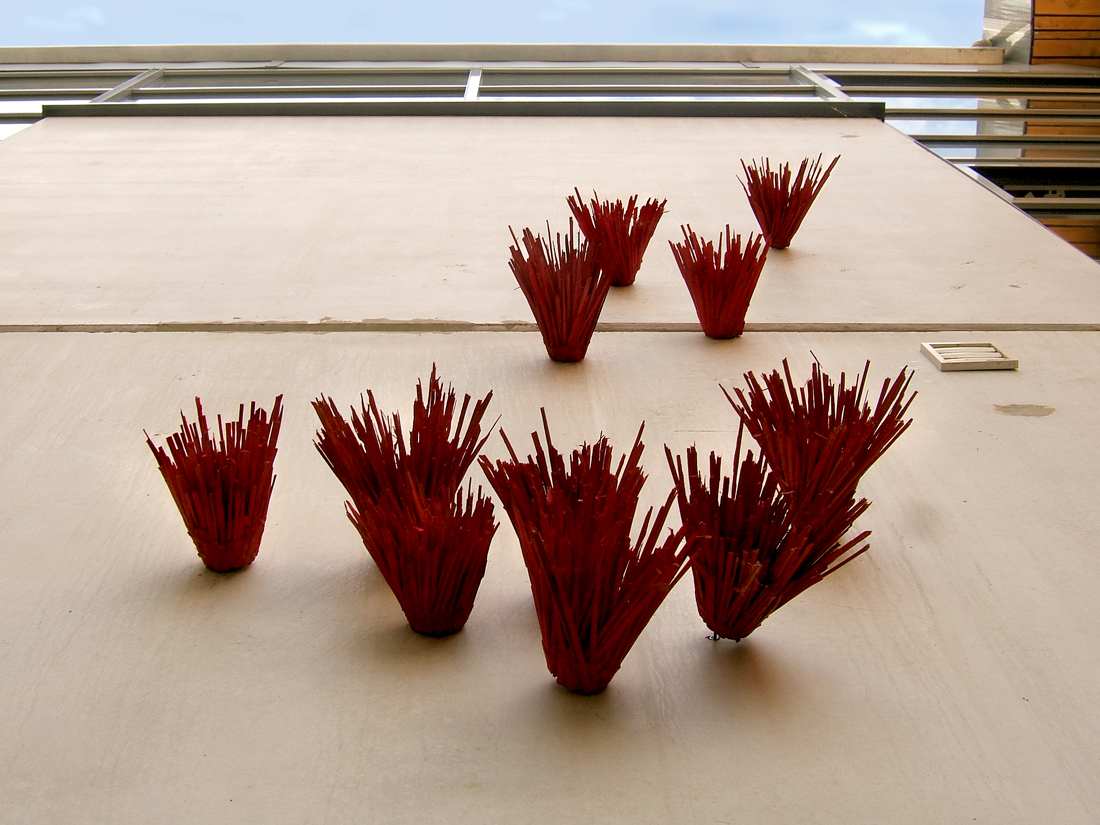
Ohne Titel 07, Arnold-Galerie in Schorndorf